# BetRivers 200
Das BetRivers 200 ist ein Autorennen in der NASCAR Xfinity Series, welches auf dem Dover International Speedway ausgetragen wird. Es ist das erste von zwei Saisonrennen auf dieser Strecke, das andere ist das RoadLoans.com 200. Es fand bis zur Saison 2009 traditionell Ende Mai beziehungsweise Anfang Juni statt. In der Saison 2010 wurde das Rennen auf Mitte Mai verlegt.

## Sieger
- 2011 Carl Edwards
- 2010 Kyle Busch
- 2009 Brad Keselowski
- 2008 Denny Hamlin
- 2007 Carl Edwards
- 2006 Jeff Burton
- 2005 Martin Truex junior
- 2004 Greg Biffle
- 2003 Joe Nemechek
- 2002 Greg Biffle
- 2001 Jimmy Spencer
- 2000 Jason Keller
- 1999 Dale Earnhardt junior
- 1998 Dale Earnhardt junior
- 1997 Bobby Labonte
- 1996 Randy Lajoie
- 1995 Mike McLaughlin
- 1994 Mike Wallace
- 1993 Todd Bodine
- 1992 Robert Pressley
- 1991 Todd Bodine
- 1990 Michael Waltrip
- 1989 Rick Wilson
- 1988 Bobby Hillin jr.
- 1987 Mark Martin
- 1986 Darrell Waltrip
- 1985 Darrell Waltrip
- 1984 Sam Ard
- 1983 Ricky Rudd
- 1982 Joe Ruttman